# Łęciny
Łęciny (deutsch Langstein) ist ein kleines Dorf in der polnischen Woiwodschaft Ermland-Masuren. Es gehört zur Gmina Olsztynek (Stadt- und Landgemeinde Hohenstein i. Ostpr.) im Powiat Olsztyński (Kreis Allenstein).

## Geographische Lage
Łęciny liegt im Südwesten der Woiwodschaft Ermland-Masuren, 21 Kilometer südöstlich der früheren Kreisstadt Osterode in Ostpreußen (polnisch Ostróda) bzw. 22 Kilometer südwestlich der heutigen Kreismetropole Olsztyn (deutsch Allenstein).

## Geschichte
1553 ist das Gründungsjahr des kleinen Dorfs Langstein. Von 1874 bis 1945 war die Landgemeinde in den Amtsbezirk Wittigwalde (polnisch Wigwałd) im Kreis Osterode in Ostpreußen eingegliedert.
Im Jahre 1910 waren in Langstein 83 Einwohner gemeldet. Ihre Zahl belief sich 1933 auf 68 und 1939 auf 52.
Aufgrund der Bestimmungen des Versailler Vertrags stimmte die Bevölkerung in den Volksabstimmungen in Ost- und Westpreußen am 11. Juli 1920 über die weitere staatliche Zugehörigkeit zu Ostpreußen (und damit zu Deutschland) oder den Anschluss an Polen ab. In Langstein stimmten 60 Einwohner für den Verbleib bei Ostpreußen, auf Polen entfielen keine Stimmen.
Mit dem gesamten südlichen Ostpreußen wurde Langstein 1945 in Kriegsfolge an Polen überstellt. Das Dorf erhielt die polnische Namensform „Łęciny“ und ist heute eine Ortschaft im Verbund der Stadt- und Landgemeinde Olsztynek (Hohenstein i. Ostpr.) im Powiat Olsztyński (Kreis Allenstein), bis 1998 der Woiwodschaft Olsztyn, seither der Woiwodschaft Ermland-Masuren (mit Sitz in Olsztyn (Allenstein)) zugeordnet.

## Kirche
Bis 1945 war Langstein in die evangelische Kirche Wittigwalde (polnisch Wigwałd),  Langstein Abbau in die Kirche Manchengut in der Kirchenprovinz Ostpreußen der Kirche der Altpreußischen Union, außerdem in die römisch-katholische Kirche Osterode (polnisch Ostróda) im Bistum Ermland eingepfarrt.
Heute gehört Łęciny katholischerseits zur Christkönigskirche in Wigwałd (Wittigwalde) im Erzbistum Ermland, evangelischerseits zur Kirchengemeinde Olsztynek (Hohenstein i. Ostpr.), einer Filialgemeinde der Christus-Erlöser-Kirche Olsztyn in der Diözese Masuren der Evangelisch-Augsburgischen Kirche in Polen.

## Verkehr
Łęciny ist über eine Nebenstraße, zu erreichen, die bei Elgnówko (Gilgenau) von der Kreisstraße (polnisch Droga powiatowa, DP) abzweigt und direkt in den Ort führt. Eine Bahnanbindung besteht nicht.